# Omoi
Omoi（おもい）は、日本の男女2人組ユニット。音声合成ソフトVOCALOIDを用いた楽曲を主に制作し、発表している。代表曲は「テオ」

## メンバー[2]
- Sakurai
- Kimura

## 楽曲[2]
- 「スノウドライブ」（2016年） - デビュー曲。
- 「全速力協奏曲」 - ニコニコ動画初の殿堂入り
- 「グリーンライツ・セレナーデ」 - 『マジカルミライ2018』テーマソング
- 「チット・チャット・マーチ！」
- 「テオ」（2017年）
- 「ミスリード・ミスリード」
- 「君が飛び降りるのなら」（2020年）
- 「ファイヴ」
- 「トゥー・ユー・グリーンライツ」（2023年）

## CD[3]
| 年     | 名前                   |
| ------ | ---------------------- |
| 2017年 | ファーストワルツ       |
| 2018年 | ガーデンツアー         |
| 2019年 | ナイトコンフェッション |